# Hählekopf
Der Hählekopf (auch Hehlekopf oder Hellekopf) ist ein 2058 m ü. A. hoher Berg in den Allgäuer Alpen im österreichischen Bundesland Vorarlberg.

## Lage und Umgebung
Der in der Untergruppe 	Nordwestliche Walsertaler Berge gelegene Berg bildet den westlichen Talschluss des Schwarzwassertals und überragt das Tal der Subersach im Südosten. Er erhebt sich als südlicher Endpunkt aus dem Bogen steiler Felswände, der vom Sevischrofen (1659 m), den Hohen Ifen (2229 m) und Berlingersköpfle (2010 m) hierhin verläuft. Nach Süden hin fallen die Flanken des Hählekopfs zum Gerachsattel (1752 m) hin ab und steigen von dort zum Steinmandl (1982 m) auf. Nach Westen geht das Gelände zum Diedamskopf (2090 m) über.
Die Gemarkung auf der sich der Hählekopf befindet ist Egg, das 16 Kilometer entfernt ist. Über den Gipfel verläuft auch die Grenze zum Gemeindegebiet von Bezau. Nächstgelegener Ort ist Schoppernau mit einer Entfernung von ungefähr 5,5 Kilometern.

## Namensherkunft
Im Jahre 1866 erfolgte mit Hellekopf in einer Österreichkarte die erste Erwähnung des Hählekopfs. Als namensgebend kommt der Hahn in Frage, womit im allgäuerischen Sprachgebrauch der Hahnenkopf verwandt wäre. Auch eine Deutung über den mundartlichen Begriff „häl“ für rutschig oder schlüpfrig wäre möglich.

## Besteigung
Als Stützpunkt für eine Besteigung des Hählekopfs dient die Schwarzwasserhütte (1620 m) im Schwarzwassertal. Auch das Neuhornbachhaus (1650 m) über dem Tal der Bregenzer Ach ist nicht weit entfernt.

### Sommer
Auf die Pyramide des Hählekopf führt kein markierter Wanderweg und sie wird entweder von Osten oder Süden bestiegen. Eine Besteigung wird entweder über die Ifersgundalpe (1750 m) oder den Gerachsattel durchgeführt. Ein alternativer Zugang über den Hohen Ifen führt ebenfalls aus Osten heran. Die Südvariante über den Gerachsattel kann ebenfalls vom Neuhornbachhaus oder dem Vorsäß Schönenbach begonnen werden. Im Gipfelbereich steilt sich das Gelände auf.

### Winter
Im Winter ist der Hählekopf ein Skitourenziel. Auch hier ist ein Zugang über den Gerachsattel möglich und vom Deutschen Alpenverein markiert. Die Route aus dem Schwarzwassertal ist zwischen dem Talboden und der Ifersgundalpe ebenfalls markiert, da sie durch ein Wildruhegebiet führt. Auch mit Schneeschuhen kann der Gipfel erreicht werden.

## Galerie

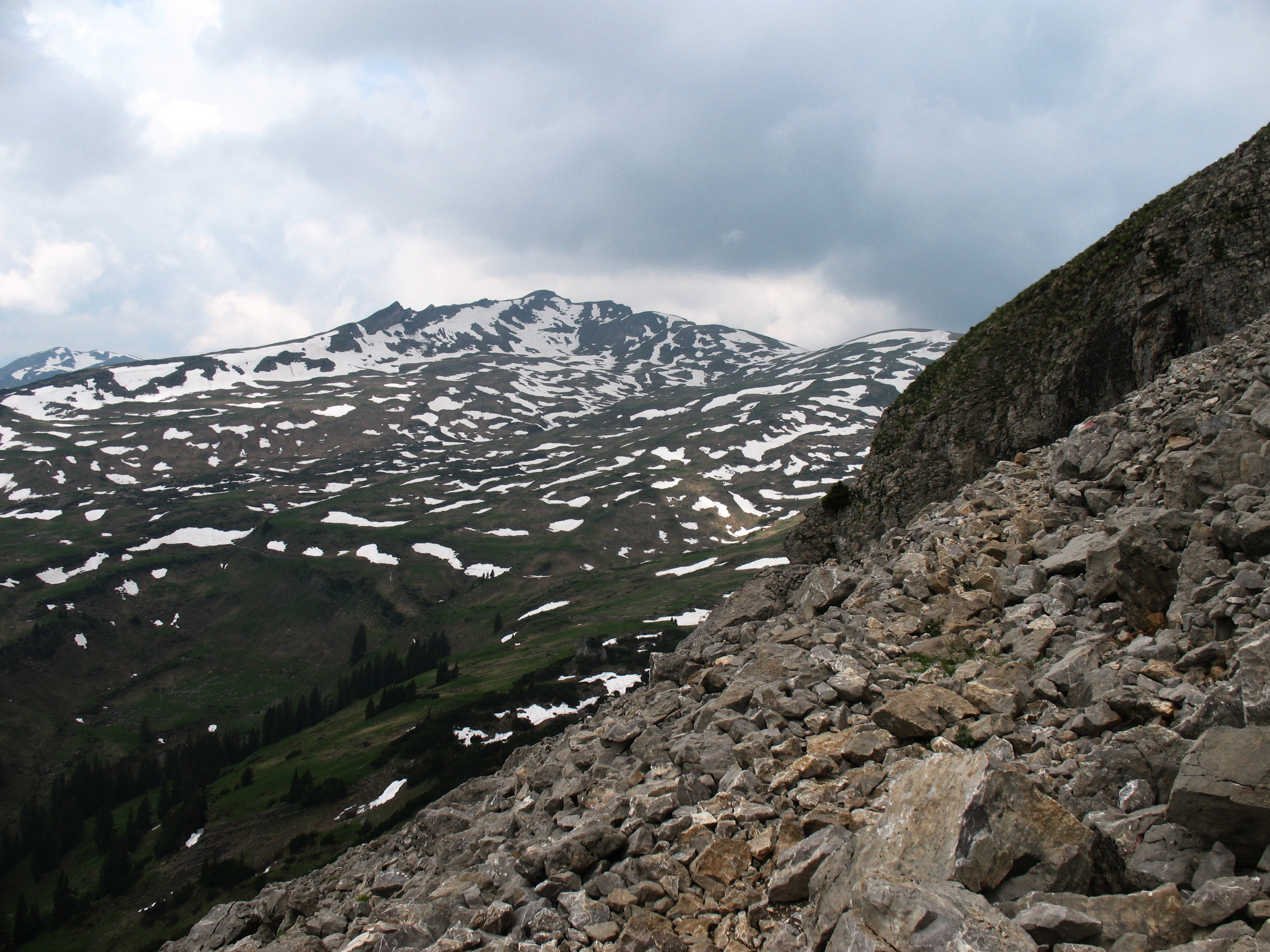
Nordostflanke
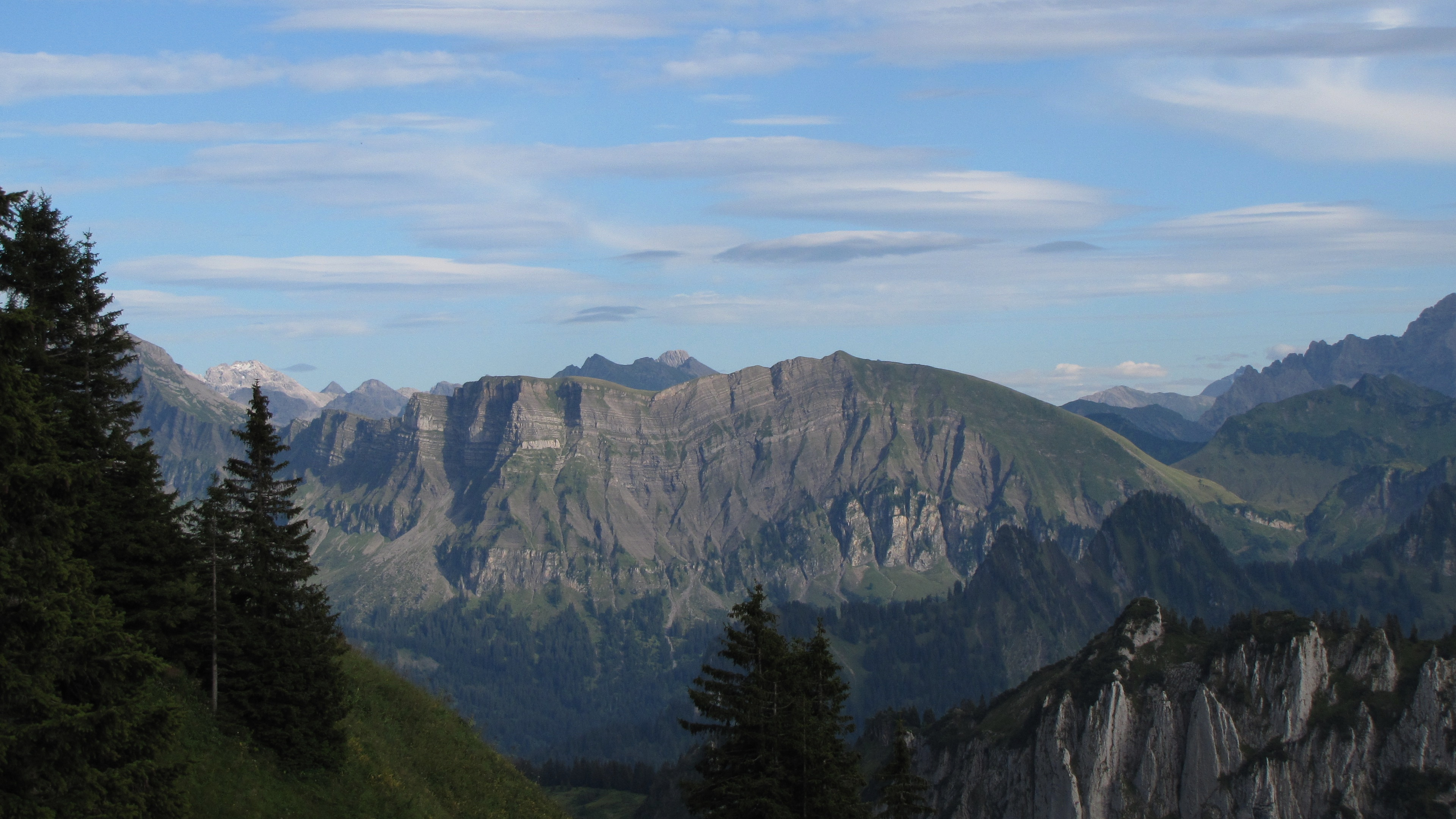
Nordwestflanke
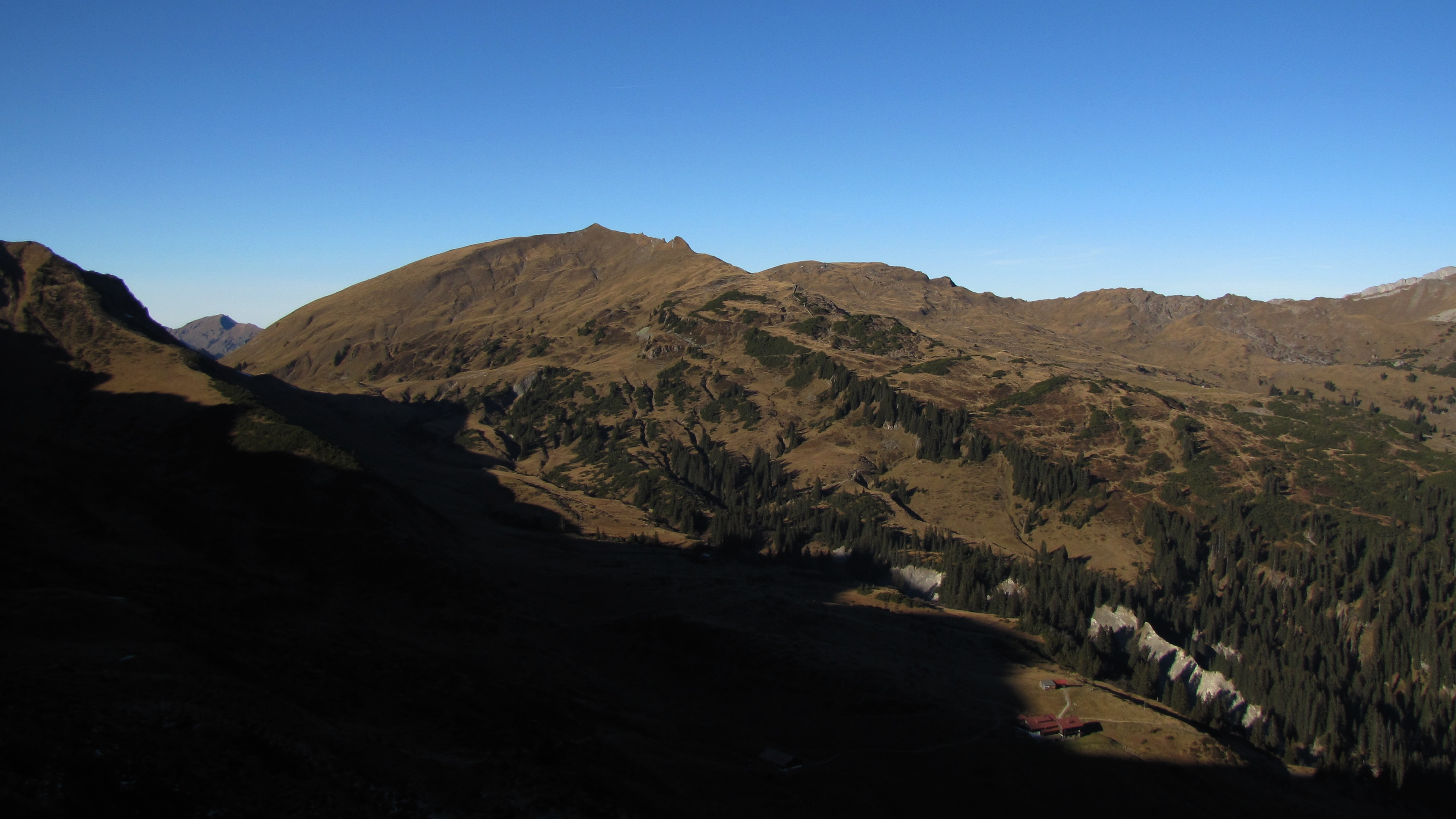
Südostflanke mit Schwarzwasserhütte
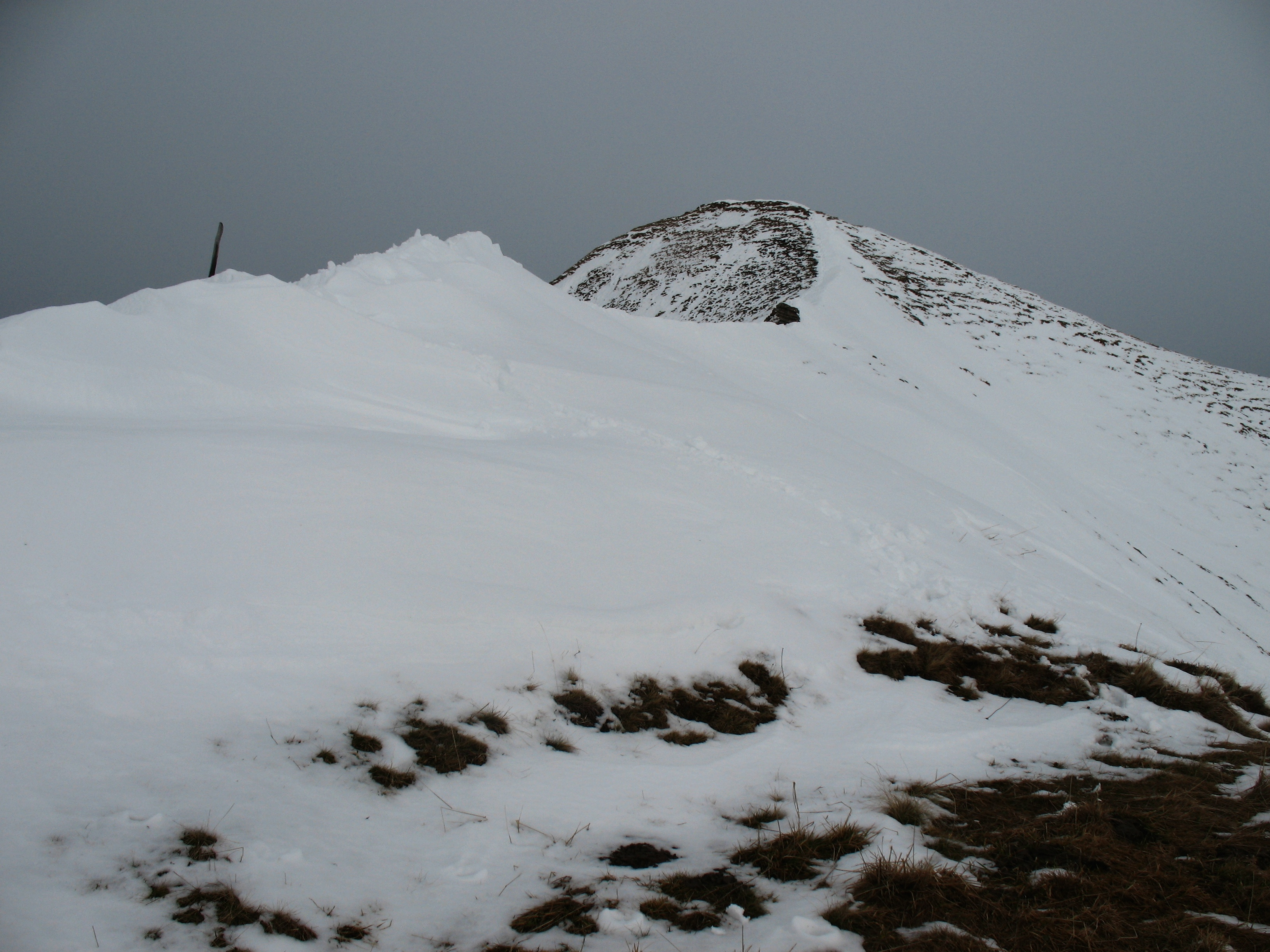
Gipfel
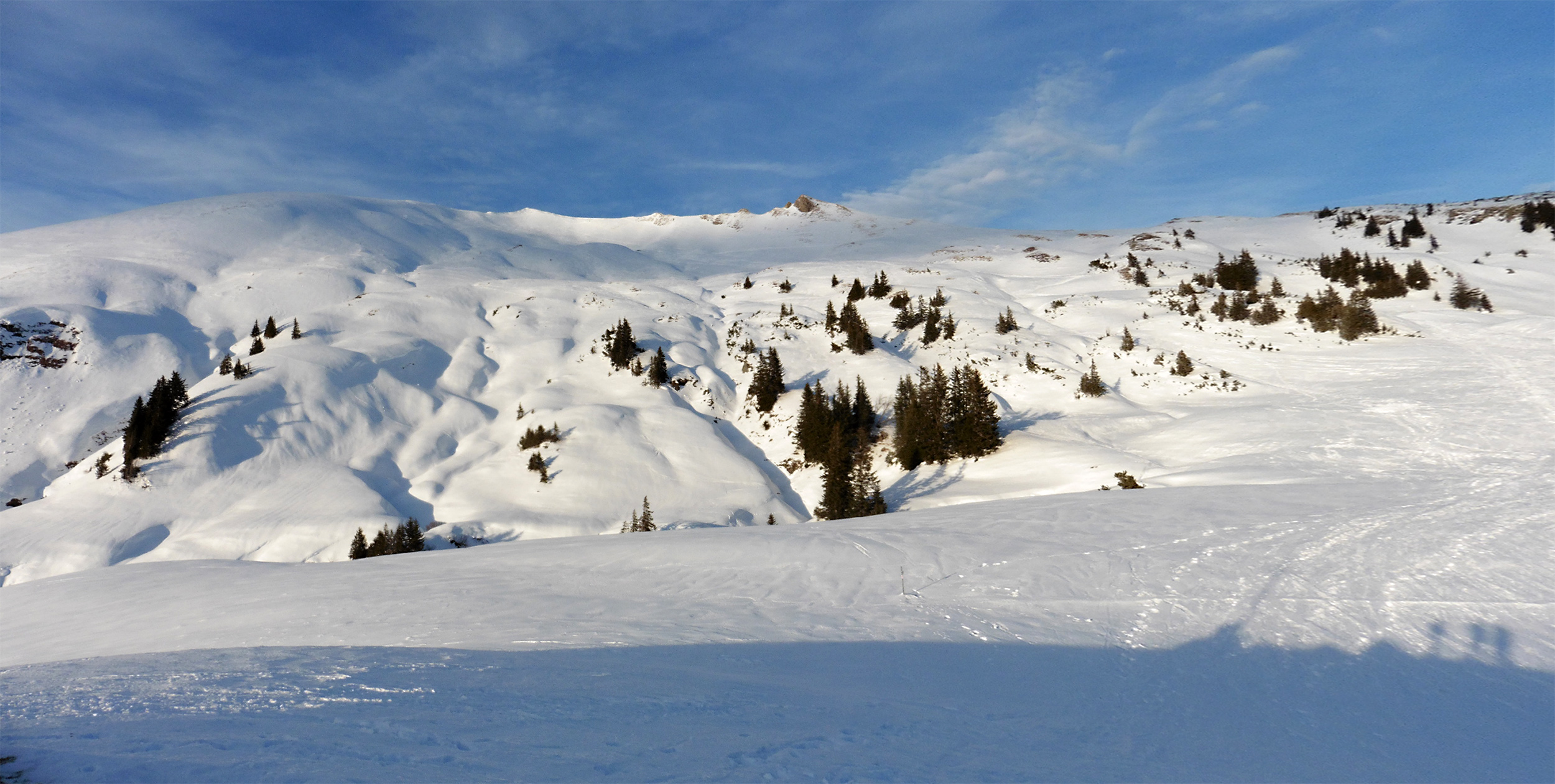
Südseite vom Gerachsattel